# Sauropoda
Allophagi, Cetiosauria, Opisthocoelia · Sauropodes
Infra-ordre
Synonymes
- Allophagi Jaekel, 1914,
- Cetiosauria Seeley, 1874,
- Opisthocoelia Owen, 1859

Les sauropodes sont un infra-ordre de dinosaures quadrupèdes herbivores, appartenant au sous-ordre des sauropodomorphes. Ils vécurent du Jurassique moyen au Crétacé supérieur, succédant aux prosauropodes sur l'ensemble de la planète. On compte parmi les sauropodes les plus longs et les plus imposants dinosaures (brachiosaure, diplodocus, sauroposeidon) et, par conséquent, les plus grands animaux qui aient vécu sur les continents, et parmi les plus grands ayant existé sur la planète Terre, avec la baleine bleue. Voici une liste partielle des familles :
- cétiosauridés : 18 m de long, tête plate et cou relativement court (tous les continents) ;
- brachiosauridés : voir Brachiosaurus ;
- camarasauridés : 12 à 18 m de long, crânes massifs et vertèbres creuses (Amérique du Nord, Europe et Asie) ;
- diplodocidés : voir Diplodocus ;
- mamenchisauridés : Crâne assez court, dents en forme de cuillères, 10 à 24 m de long (Asie) ;
- titanosauridés : 9 à 21 m de long (continents du sud).

C'est Othniel Charles Marsh qui forgea, en 1878, le mot sauropode soit « pied de lézard » en grec.
Les découvertes de fossiles complets de sauropodes sont rares. De nombreuses espèces, et plus spécialement les plus grandes, ne sont connues qu'à partir d'ossements isolés et désarticulés. Beaucoup de spécimens quasi complets n'ont pas de tête, d'appendices caudaux ou de membres. Ces animaux vivaient toutefois en troupeaux, et comme les troupeaux pouvaient connaître des mortalités de masse, on peut, avec des fossiles de plusieurs individus incomplets de même âge, reconstituer un squelette complet.

## Étymologie
Le mot sauropod (transcrit sauropode en français) a été forgé en 1878 par Othniel Charles Marsh, à partir des racines grecques sauro- (σαῦρος / saüros, « lézard ») et -pod (πούς, ποδός / poüs, podos, « pied »).

## Description
Les sauropodes étaient des quadrupèdes herbivores, habituellement avec un long cou et des dents en forme de spatule : base large, col étroit. Ils avaient une petite tête, un corps énorme et, en général, une longue queue. Leurs pattes épaisses se terminaient par de gros pieds à cinq orteils, bien que trois seulement fussent pourvus de griffes. Quelques-uns, tels les diplodocidés, avaient un port de tête bas, tandis que d'autres, comme le Camarasaurus, avaient un port de tête haut.

### Dimensions

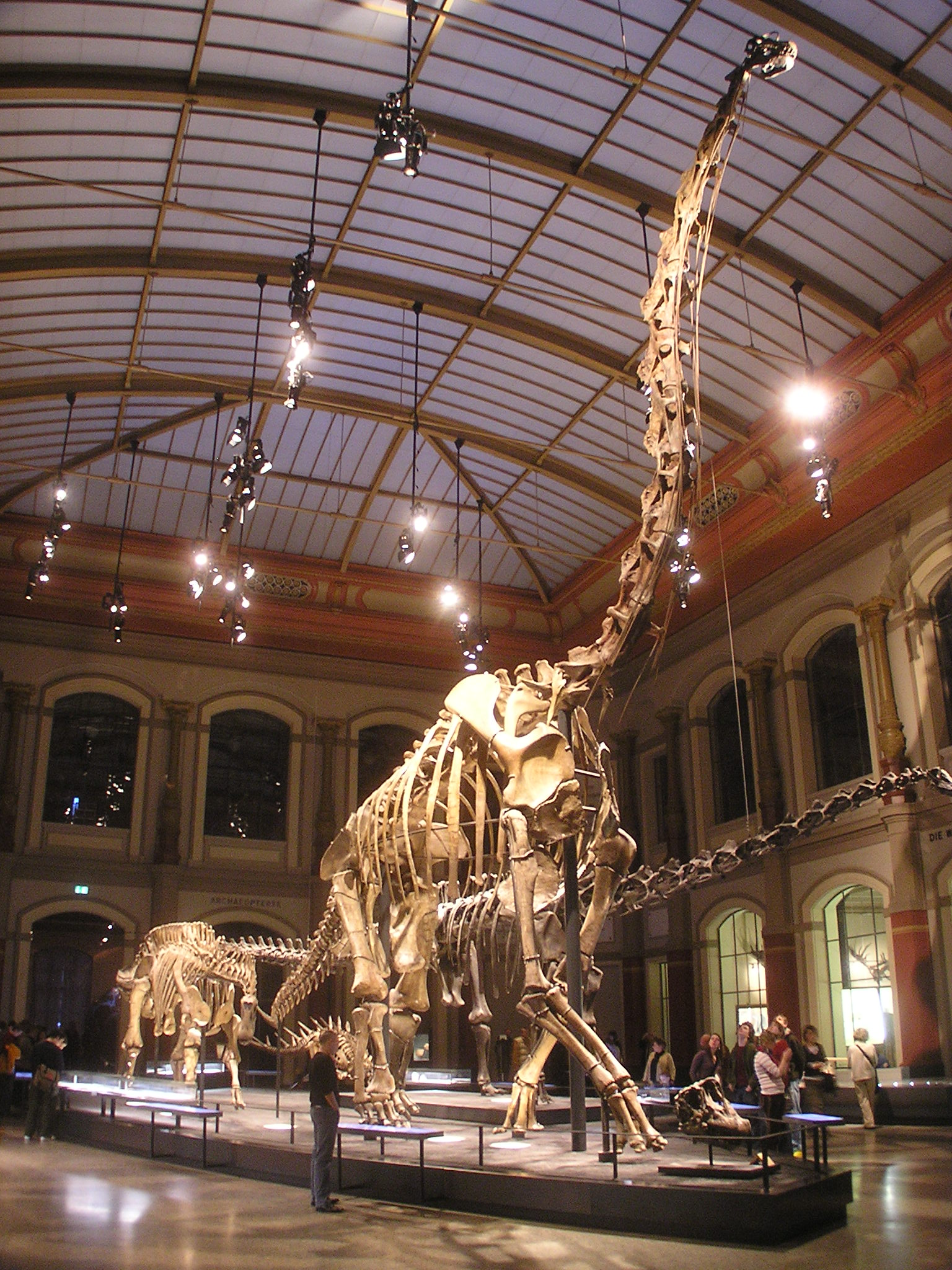
Squelette de Brachiosaurus brancai, le plus grand sauropode connu à partir de spécimens quasi complets (Musée d'histoire naturelle de Berlin).

La caractéristique la plus remarquable des sauropodes était leur taille. Même les sauropodes nains comme l'Europasaurus (peut-être cinq à six mètres) faisaient partie des plus gros animaux de leur écosystème. Leurs seuls véritables concurrents en termes de taille sont les rorquals. Mais, à la différence des baleines, les sauropodes vivaient tous sur la terre ferme.

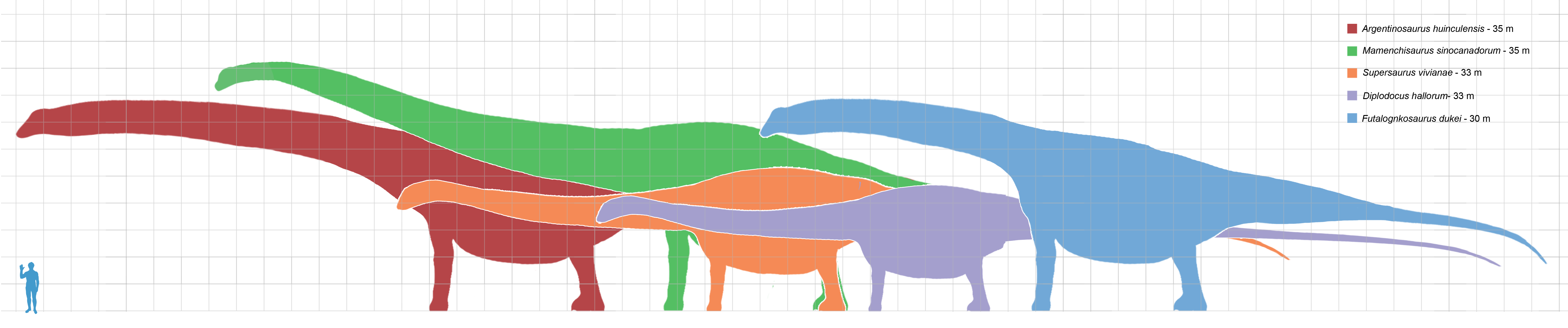
Tailles comparées des plus grands sauropodes connus (selon les schémas de squelettes établis par Scott Hartman et Kenneth Carpenter) :
Amphicoelias fragillimus
Bruhathkayosaurus matleyi
Sauroposeidon proteles
Argentinosaurus huinculensis
Diplodocus hallorum
Supersaurus vivianae

Leur schéma corporel ne variait pas autant que celui des autres dinosaures, peut-être en raison de contraintes dimensionnelles, mais ils présentaient tout de même une grande variété. Certains, comme les diplodocidés, étaient extrêmement longs et possédaient une queue démesurément longue, qu'ils pouvaient peut-être faire claquer comme un fouet. Le Supersaurus, avec 40 m, est probablement le plus long, mais d'autres, tels le Diplodocus (l'ancien détenteur du record), restent extrêmement longs. L'Amphicoelias fragillimus, dont on ne possède plus que l'esquisse d'une seule vertèbre, aurait eu une colonne vertébrale encore plus longue que celle de la baleine bleue. Le plus long des animaux terrestres en vie aujourd'hui, le python réticulé, n'atteint qu'une longueur de 10 m.
D'autres, comme les brachiosauridés, étaient de haute taille, avec de hautes épaules et un cou extrêmement long. Le Sauroposeidon avait probablement la plus haute stature, atteignant 18 mètres, le précédent record de hauteur étant détenu par le Mamenchisaurus. En comparaison, la girafe, l'animal le plus grand de nos jours, n'atteint que 4,80 m à 5,5 m de haut.
Certains étaient incroyablement massifs : l’Argentinosaurus est probablement le plus lourd avec 80 à 100 tonnes, bien que le Paralititan, l’Andesaurus, l’Antarctosaurus, et l'Argyrosaurus soient de dimensions comparables. Il existe un indice très mince d'un titanosaure encore plus massif, le Bruhathkayosaurus, qui pourrait avoir pesé entre 175 et 220 tonnes ! Le plus gros animal terrestre actuel, l'éléphant d'Afrique, ne pèse pas plus de 10 tonnes.
Parmi les plus petits des sauropodes, se trouvaient l’Ohmdenosaurus (4 m de long), le titanosaure nain Magyarosaurus (5,30 m) et le brachiosauridé nain Europasaurus, qui mesurait 6,20 mètres à l'âge adulte. Sa petite stature résultait vraisemblablement du nanisme insulaire d'une harde de sauropodes isolés, sur une île qui correspond à l’Allemagne actuelle. Remarquable également est le sauropode diplodocoïdé Brachytrachelopan, qui était le plus petit membre du groupe en raison de son cou inhabituellement court. Contrairement aux autres sauropodes, dont le cou pouvait atteindre jusqu'à quatre fois la longueur du tronc, le cou des Brachytrachelopans était plus court que le tronc. 

### Membres et extrémités
Quadrupèdes massifs, les sauropodes développèrent des membres spécialement adaptés pour supporter un poids très élevé. Les membres postérieurs étaient larges, et possédaient trois griffes chez la plupart des espèces. Particulièrement inhabituels en comparaison des autres animaux, les membres antérieurs étaient très particuliers (manus). Les pieds des antérieurs des sauropodes étaient très différents de ceux des gros quadrupèdes modernes, comme l’éléphant. Au lieu d'être évasés pour créer un pied à large appui comme chez ces derniers, les os de la manus étaient arrangés en colonnes complètement verticales, avec des phalanges extrêmement diminuées (bien que les sauropodes les plus primitifs, comme le Vulcanodon et le Barapasaurus, eussent des pieds avant évasés comportant des doigts). Les pieds avant étaient tellement modifiés chez les eusauropodes que les doigts individuels ne devaient pas être discernables, avec une manus en forme de sabot.
La disposition des colonnes (métacarpales) du pied avant chez les eusauropodes était semi-circulaire, de sorte que les empreintes de pas des sauropodes sont en forme de fer à cheval. Contrairement aux éléphants, l'examen des empreintes montre que les sauropodes n'avaient pas de coussinets pour soutenir les pieds avant, ce qui les rendait concaves. La seule griffe visible chez la plupart des sauropodes était la griffe du pouce, nettement distincte (associée avec le doigt 1). Presque tous les sauropodes possédaient une telle griffe, bien que son utilité soit inconnue. La griffe était très grande (mais également longue et latéralement plate) chez les diplodocidés, et très petite chez les brachiosauridés, dont certains paraissent avoir complètement perdu cette griffe, d'après l'examen des traces de pas.
Les titanosaures perdirent de même complètement la griffe du pouce (à l'exception de formes primitives telles que les Janenschia). Les titanosaures étaient presque insolites chez les sauropodes, car en plus de la griffe externe, ils perdirent complètement les doigts des pieds avant. Les titanosaures évolués n'avaient ni doigts ni phalanges, et marchaient seulement sur des « moignons » en forme de fer à cheval, composés des os en forme de colonne du métacarpe.
Des empreintes au Portugal montrent que, au moins chez quelques sauropodes (probablement des brachiosauridés), le bas et les côtés de la colonne du pied avant étaient vraisemblablement recouverts de petites écailles épineuses, qui ont laissé des entailles sur les empreintes. Chez les titanosaures, les extrémités des métacarpes qui faisaient contact avec le sol était inhabituellement larges et carrées. Quelques spécimens conservent des tissus mous couvrant cette surface, ce qui permet de supposer que les pieds avant était entourés d'une sorte de coussinet chez ces espèces.

### Sacs aériens
Comme d'autres dinosaures saurischiens (tels que les oiseaux et autres théropodes), les sauropodes possédaient un système de sacs aériens, dont l'existence est prouvée d'après les indentations et les cavités de la plupart de leur vertèbres. On appelle de telles ouvertures dans le dos, le cou et l'appendice caudal, pneumaticité, et des os creux, pneumatiques sont caractéristiques des sauropodes.
Le caractère creux des os des sauropodes, similaire à celui des oiseaux, fut mis en évidence tôt dans l'étude de ces animaux, et en fait, un spécimen de sauropode découvert au XIXe siècle, l’Ornithopsis, fut d'abord confondu avec un ptérosaure volant, précisément à cause de cette particularité.

### Armure
Certains sauropodes avaient une armure. Il existait des genres dont le dos était couvert d'épines, tels que l’Agustinia, certains d'entre eux, comme le Shunosaurus, possédaient une petite massue, le Saltasaurus et l’Ampelosaurus avaient de minuscules ostéodermes recouvrant des portions de leurs corps.

## Paléobiologie

### Troupeaux et soins aux petits

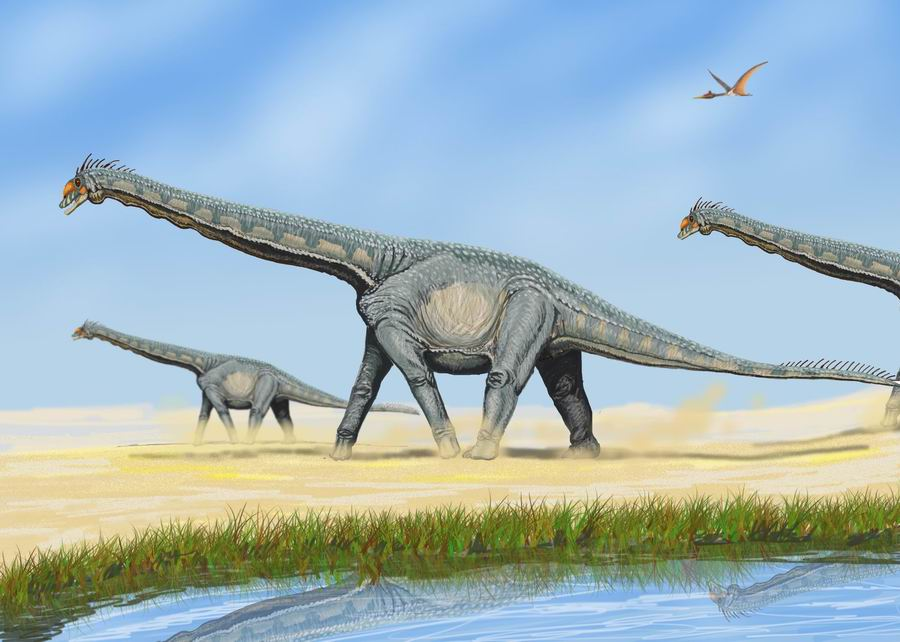
Quelques sauropodes, tels que les Alamosaurus sanjuanensis, formaient des troupeaux regroupés selon l'âge.

De nombreux indices fossilisés, que ce soit les gisements d'ossements ou les empreintes de pas, indiquent que les sauropodes étaient des animaux grégaires. Cependant, la composition des troupeaux variait selon les espèces. Quelques gisements d'os, par exemple dans un site du Jurassique moyen en Argentine, semblent montrer des troupeaux composés d'individus de divers âges, mélangeant les jeunes et les adultes. Toutefois, quantité d'autres sites de fossiles et d'empreintes indiquent que de nombreuses espèces de sauropodes se déplaçaient en troupeaux formés selon l'âge, les jeunes formant des troupeaux séparés des adultes. De telles stratégies de regroupement ont été mises en évidence chez l’Alamosaurus, le Bellusaurus, et quelques diplodocidés.
Devant l'évidence de divers type de troupeaux, Myers et Fiorillo essayèrent d'expliquer pourquoi les sauropodes paraissent avoir souvent formé des troupeaux séparés par l'âge. Des études de l'usure des dents au microscope suggèrent que les sauropodes juvéniles avaient un régime alimentaire différent de celui des adultes. Par conséquent, se regrouper indistinctement n'aurait pas été aussi productif que le regroupement par âge, où des membres individuels pouvaient fourrager de manière coordonnée. L'énorme différence de taille entre les petits et les adultes a pu également jouer son rôle dans les différentes stratégies alimentaires et de regroupement.
Puisque la ségrégation entre petits et adultes devait se mettre en place peu après l'éclosion, Myers et Fiorillo conclurent que les espèces aux troupeaux séparés par l'âge ne devaient guère prendre soin de leurs petits, si ce n'est même pas du tout. D'autre part, les scientifiques qui ont étudié les sauropodes aux troupeaux d'âge indistinct suggèrent que ces espèces devaient prendre soin de leurs petits sur une période étendue avant que les petits atteignissent l'âge adulte.
Savoir comment la répartition entre troupeaux séparés par l'âge et troupeaux indifférenciés variait selon les espèces est impossible. D'autres exemples de comportement grégaire devront être découverts à partir d'autres espèces de sauropodes pour parvenir à déterminer un éventuel schéma de répartition.

### Position cabrée

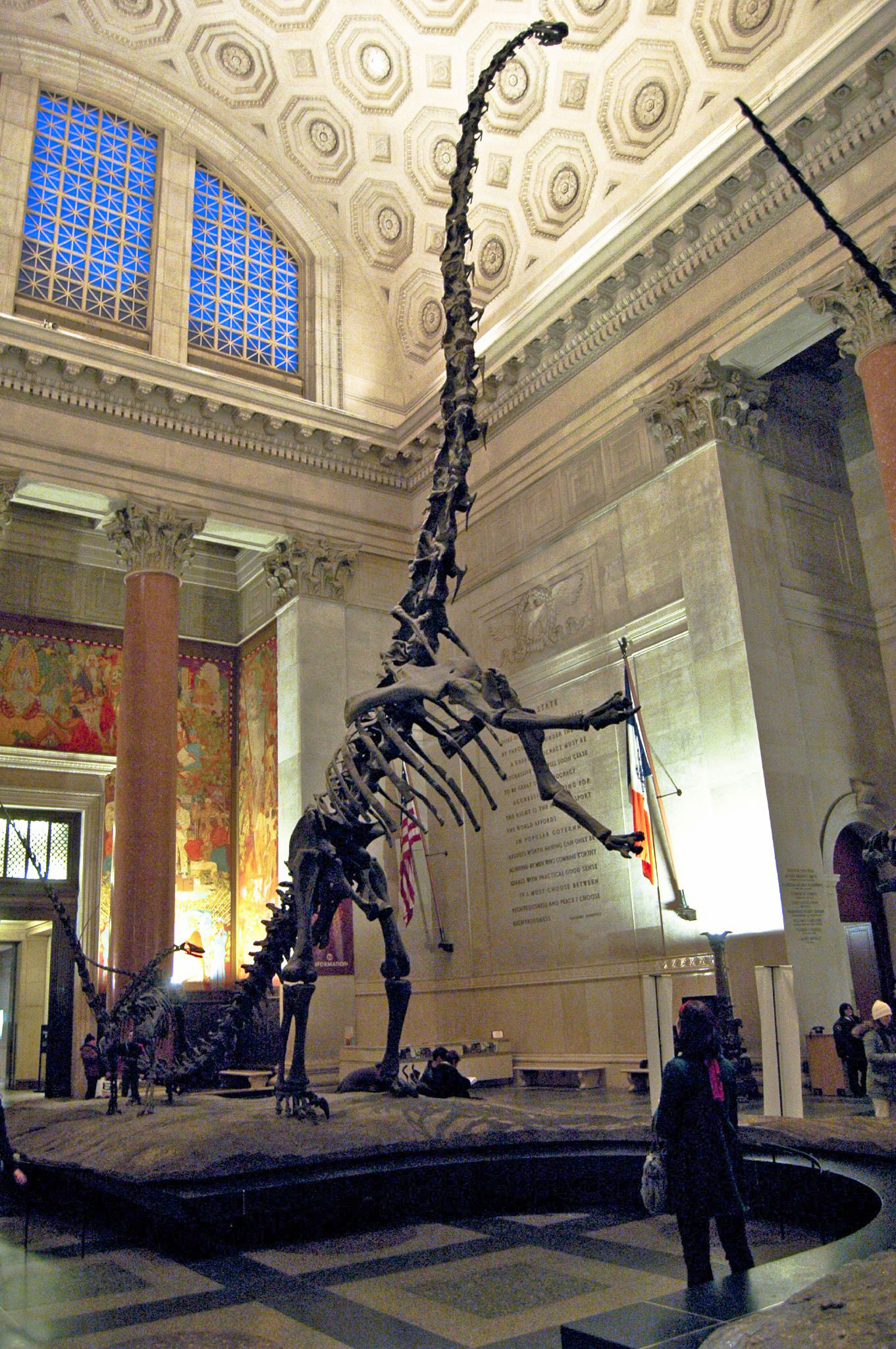
Squelette monté d'un Barosaurus lentus, illustrant la station redressée tripodale.

Tôt dans l'histoire de leurs études, des scientifiques comme Osborn ont supposé que les sauropodes étaient capables de se redresser sur leurs membres postérieurs, utilisant la queue comme la troisième « patte » d'un trépied. Un montage du squelette montrant le diplodocidé Barosaurus lentus se redressant sur ses pattes arrière à l’American Museum of Natural History est une illustration de cette hypothèse. Dans un article de 2005, Carpenter et Tidswell ont objecté que si les sauropodes avaient adopté occasionnellement une posture bipède, il y aurait des traces de fractures de fatigue sur les « mains » des membres supérieurs. Néanmoins, aucune ne fut découverte après qu'ils eurent examiné un grand nombre de squelettes de sauropodes.
Heinrich Mallison a été le premier, en 2009, à étudier la possibilité physique que divers sauropodes aient pu se cabrer dans une posture tripodale. Mallison a découvert que certaines caractéristiques reliées à l'adaptation au cabrage étaient, en fait, sans relation (comme des os larges de la hanche, chez les titanosaures) ou auraient rendu le cabrage très difficile. Par exemple, les titanosaures avaient une colonne vertébrale particulièrement souple, ce qui aurait réduit la stabilité de la posture tripodale et aurait exercé plus de tension sur les muscles. De même, il est improbable que les brachiosauridés aient pu se redresser sur leurs membres postérieurs, étant donné que leur centre de gravité se situait beaucoup plus en avant que chez les autres sauropodes, ce qui aurait rendu une telle posture instable.
À l'inverse, les diplodocidés semblent avoir été bien adaptés pour se cabrer en posture tripodale. Ceux-ci possédaient un centre de gravité directement au-dessus des hanches, ce qui leur procurait un plus grand équilibre sur deux pattes. Les diplodocidés avaient également le cou le plus mobile des sauropodes, une ceinture pelvienne bien musclée, et des vertèbres caudales à forme spécialisée qui permettait à la queue de supporter leur poids au point de contact avec le sol. Mallison en conclut que les diplodocidés étaient mieux adaptés pour se cabrer que les éléphants, qui le font occasionnellement dans la nature. Les diplodocidés semblent, toutefois, être les seuls sauropodes qui fussent aptes à cette posture.

### Position du cou et de la tête
Il y a controverse pour savoir si les sauropodes portaient leur tête verticalement ou horizontalement. L'affirmation selon laquelle leur long cou permettait aux sauropodes de brouter dans les hauts arbres a été remise en cause sur la base d'un calcul de l'énergie nécessaire pour créer la pression artérielle nécessaire à la tête, si elle était maintenue verticalement. Ces calculs suggèrent que cela aurait exigé la moitié de sa ration alimentaire. Qui plus est, pour irriguer la tête tenue verticalement, une pression sanguine de 700 mmHg aurait été nécessaire au niveau du cœur. Cela aurait requis que leur cœur fût 15 fois plus gros que celui des baleines de même taille,. Ce qui donne à penser qu'il est plus probable que le long cou était tenu horizontalement et balancé de droite à gauche pour leur permettre de se nourrir de plantes sur une large étendue sans besoin de mouvoir leur corps — une économie d'énergie importante pour des animaux de trente à quarante tonnes. À l'appui de cette théorie, des reconstructions du cou du Diplodocus et de l’Apatosaurus montrent qu'il est droit à la base avec une légère inclinaison qui oriente leur tête dans une « position neutre et non-fléchie » quand elle est proche du sol.

### Traces de pas et locomotion

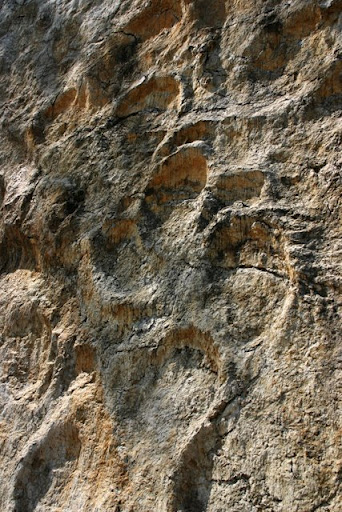
Empreintes de sauropodes, Coisia, France

On sait que les sauropodes ont laissé de très nombreuses traces de pas avec des empreintes de pieds (qu'on appelle ichnites) sur la plupart des continents. Les ichnites ont permis d'élaborer d'autres hypothèses biologiques concernant les sauropodes, y compris les pieds avant et arrière (cf. supra « Membres et extrémités »). Les empreintes des pieds de devant sont beaucoup plus petites que celles des pieds de derrière, et sont souvent en forme de croissant. Parfois, les ichnites conservent des traces de griffes et permettent de déterminer quels groupes de sauropodes ont perdu des griffes ou même des orteils de leurs pieds avant.
Les traces de pas des sauropodes se divisent généralement en trois catégories fondées sur la distance entre membres opposés : petit écartement, écartement moyen et grand écartement. L'écartement des traces de pas permet de déterminer l'écart entre membres de divers sauropodes, et comment cet écart influençait leur manière de marcher. Une étude menée en 2004 par Day et ses collègues a établi qu'un schéma général se dégageait parmi les groupes de sauropodes évolués, dont chaque famille de sauropodes se caractérisait par un certain écartement visible sur les traces de pas. Ils ont découvert que la plupart des sauropodes autres que les titanosaures présentaient un écartement étroit, avec des empreintes profondes de la griffe du gros orteil des pieds de devant. Les traces à écartement moyen avec empreinte du pouce provenaient probablement de brachiosauridés et d'autres titanosauriformes primitifs, qui développaient des membres à écartement plus large mais retenaient leurs griffes. Les membres à écartement large étaient détenus par des titanosaures évolués, dont les traces de pas montrent un écartement large et l'absence de griffes ou d'orteils sur les pieds avant.
La plus longue piste de sauropode au monde (155 m) a été exhumée sur le site de Dinoplagne, dans l'Ain (France). Elle date d'environ 150 millions d'années,.

### Évolution de la taille
Plusieurs scientifiques ont essayé d'aborder les raisons pour lesquelles les sauropodes atteignaient des tailles aussi énormes. Des tailles gigantesques furent atteintes tôt dans l'évolution des sauropodes, dès les premiers d'entre eux, au Trias supérieur. Selon Kenneth Carpenter, quelle que soit la pression évolutive qui ait entraîné une grosse taille, elle doit avoir été présente depuis les origines du groupe.
Des études sur les mammifères herbivores qui atteignent une grande taille, tels que les éléphants, ont établi qu'une taille plus grande chez les herbivores entraine une plus grande efficacité pour digérer la nourriture. Comme les animaux plus gros ont des systèmes digestifs plus longs, la nourriture est gardée sur des périodes nettement plus longues, ce qui permet aux gros animaux d'exploiter des sources de nourriture de moins bonne qualité. Cela est particulièrement vrai des animaux qui ont un grand nombre de chambres de fermentation le long des intestins, ce qui permet la prolifération microbienne et la fermentation de la matière végétale, favorisant ainsi la digestion.
Plusieurs innovations ont probablement joué un rôle clé dans l'évolution du gigantisme chez les sauropodes. Parmi les causes révélant pourquoi ils sont devenus plus grands que les autres animaux terrestres en général, figurent : leur petite tête en lien avec l'absence de mastication et donc de muscles masticateurs volumineux (les mâchoires des sauropodes servent uniquement à la prise de nourriture), la conservation de cette taille réduite étant un prérequis nécessaire au développement d'un long cou ; leur long cou en lien probable avec un rôle de thermolyse privilégié et en lien avec une spécialisation alimentaire en hauteur qui aboutit à une différenciation de niche ; l'absence de soins parentaux qui favorise la croissance plus rapide des petits ; leur corps rempli d'air, avec notamment un système complexe de sacs aériens à l'intérieur et autour de leurs os, qui les rendent plus légers et diminuent le risque de surchauffe.

### Paléoécologie

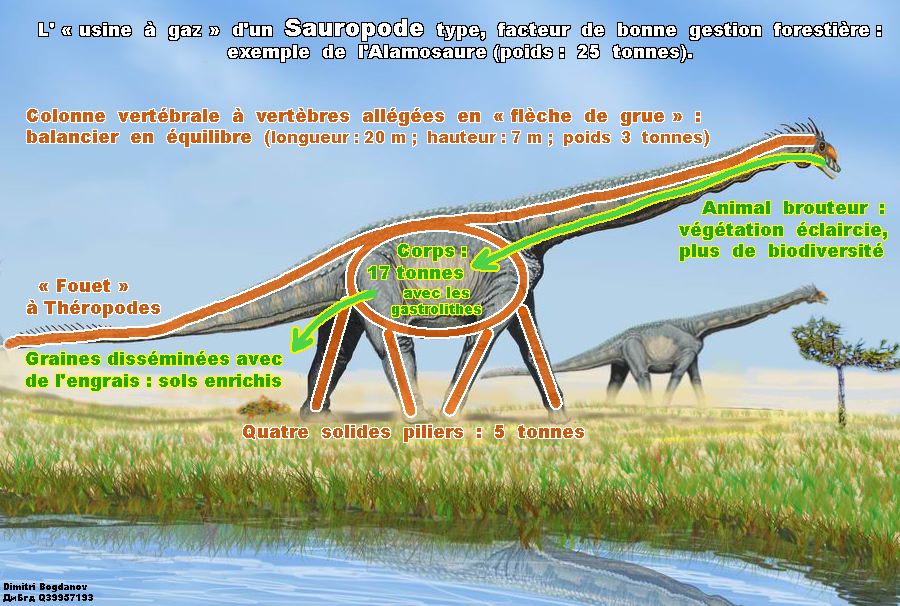
Paléobiologie et paléoécologie d'un Sauropode (Alamosaurus).

À travers leur évolution, les dinosaures sauropodes vivaient principalement sous des climats présentant une longue saison sèche pendant laquelle la disponibilité et la qualité de la nourriture diminuaient. L'environnement de la plupart des sauropodes géants du Jurassique supérieur, tels que l’Amphicoelias, était essentiellement la savane plus ou moins arborée, semblable aux milieux où vivent les herbivores géants modernes, ce qui conforte l'hypothèse d'une nourriture de faible qualité en saison sèche, favorisant les herbivores géants. Carpenter a soutenu que les autres bénéfices d'une grande taille, tels qu'une relative immunité vis-à-vis des prédateurs, une plus faible dépense d'énergie et une plus grande longévité, étaient probablement des avantages secondaires et que les sauropodes atteignaient une grande taille principalement en raison d'une digestion plus efficace.

## Histoire de la découverte
Les premiers restes fossiles fragmentaires, reconnus maintenant comme ceux de sauropodes, venaient tous d’Angleterre, et furent interprétés, au départ, de diverses manières. Leur lien avec les autres dinosaures ne fut reconnu que bien après leur découverte initiale.

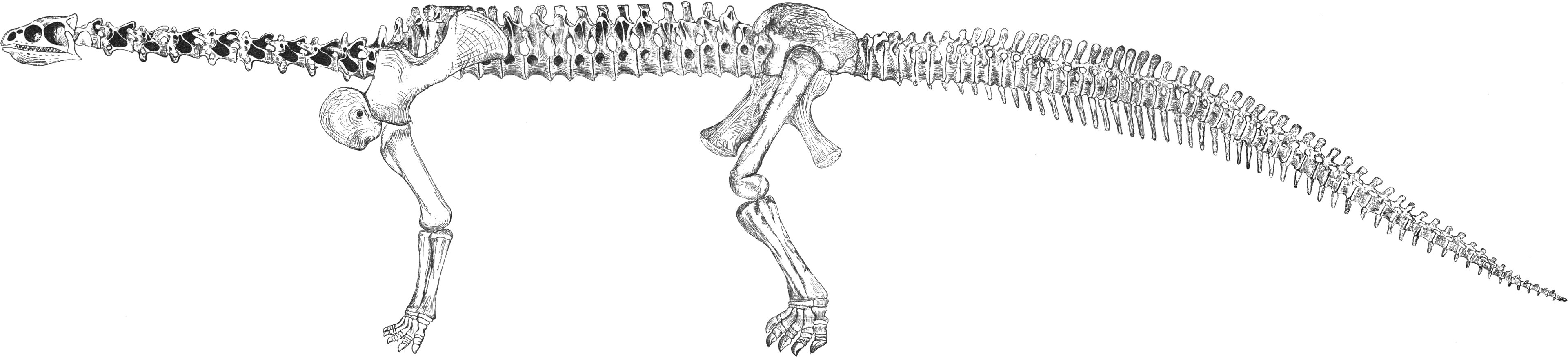
Première reconstitution d'un sauropode, squelette de Camarasaurus supremus par John A. Ryder, 1877.

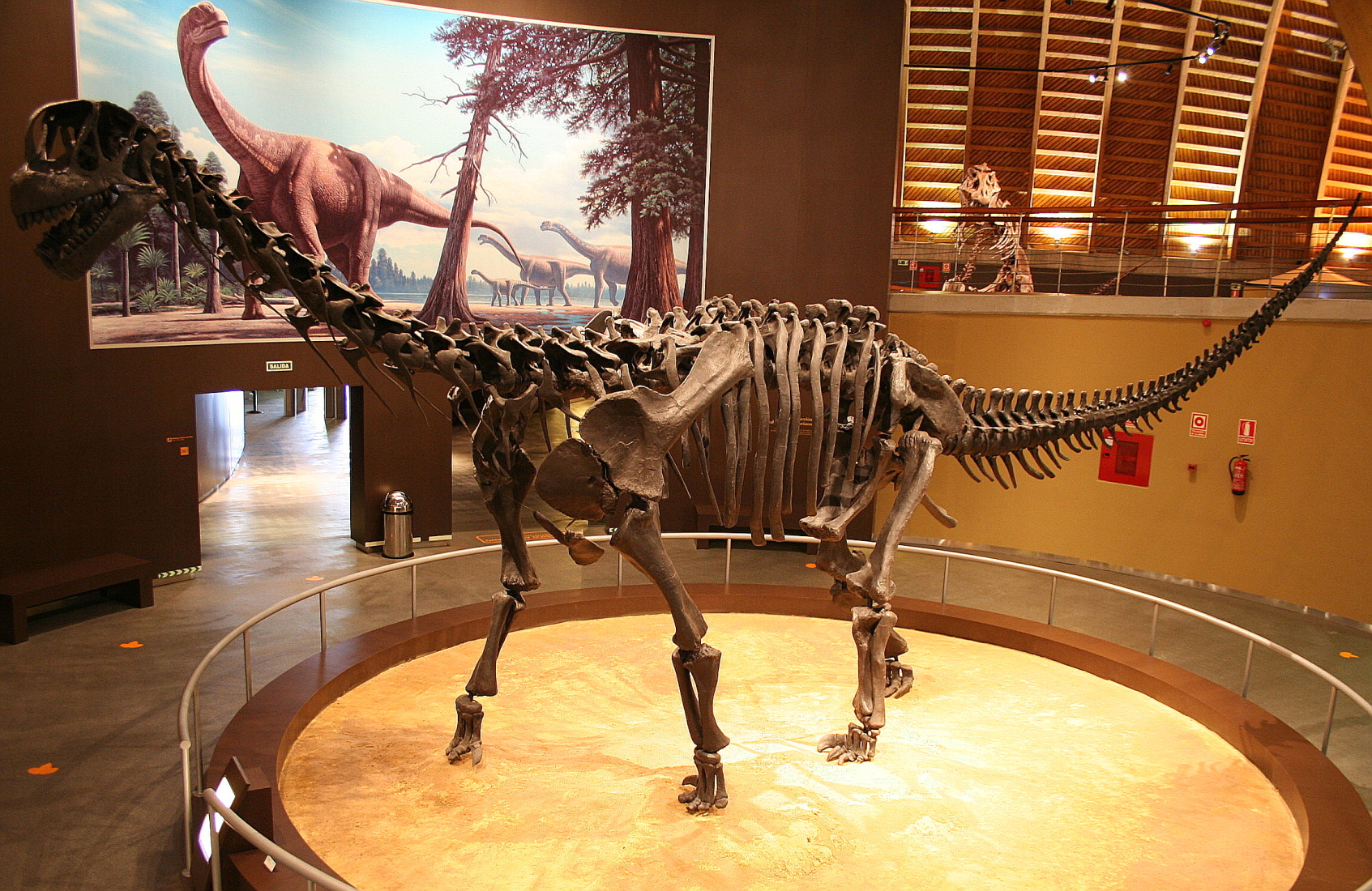
Squelette reconstitué moderne d'un Camarasaurus.

Le premier fossile de sauropode décrit scientifiquement était une unique dent, nommée par son descripteur (non-linnéen) Rutellum implicatum. Ce fossile fut décrit par Edward Lhuyd en 1699, mais ne fut pas reconnu comme celui d'un reptile préhistorique géant, sur le moment. Les dinosaures ne furent reconnus comme groupe que plus d'un siècle plus tard.
Richard Owen publia la première description scientifique moderne des sauropodes, dans son rapport nommant le Cetiosaurus et le Cardiodon. Le Cardiodon n'était connu qu'à partir de deux dents inhabituelles en forme de cœur (desquelles il tira son nom), qui ne pouvaient être identifiées au-delà du fait qu'elle provenaient d'un reptile inconnu jusqu'alors. Le Cetiosaurus était un peu mieux connu, mais avec des restes encore fragmentaires. Owen pensa, à l'époque, que le Cetiosaurus était un reptile marin géant apparenté aux crocodiles modernes, d'où son nom, qui signifie « lézard-baleine ». Un an plus tard, quand Owen forgea le mot Dinosauria, il n'inclut pas Cetiosaurus et Cardiodon dans le groupe.
En 1850, Gideon Mantell reconnut la nature « dinosaurienne » de plusieurs os attribués au Cetiosaurus par Owen. Mantell remarqua que les os cruraux contenaient une cavité médullaire propre aux animaux terrestres. Il classa les échantillons dans un nouveau genre, Pelorosaurus, qu'il rattacha aux dinosaures. Cependant, Mantell ne reconnaissait toujours pas le lien de parenté avec le Cetiosaurus.
La découverte suivante de sauropode également rattachée à quelque chose d'autre qu'un dinosaure, est un ensemble de vertèbres de la hanche, décrites par Harry Seeley en 1870. Seeley trouva que les vertèbres présentaient une structure très légère pour leur taille, et qu'elles contenaient des ouvertures pour des sacs aériens (pneumatisation). Des sacs aériens semblables n'étaient connus, à l'époque, que sur les oiseaux et les ptérosaures, et Seeley considéra les vertèbres comme appartenant à un ptérosaure. Il nomma le nouveau genre Ornithopsis, ou « face d'oiseau », pour cette raison.
Quand Phillips décrivit des échantillons plus précis du Cetiosaurus en 1871, il reconnut finalement l'animal comme un dinosaure apparenté au Pelorosaurus. Néanmoins, ce n'est pas avant la description de nouveaux squelettes presque complets trouvés aux États-Unis (représentant l’Apatosaurus et le Camarasaurus), plus tard la même année, qu'une nouvelle image des sauropodes émergea. Une reconstitution approximative d'un squelette complet de sauropode fut réalisée par John A. Ryder, d'après les restes d'un Camarasaurus, bien que de nombreuses caractéristiques fussent encore inexactes ou incomplètes, selon les découvertes et études biomécaniques ultérieures. De même, en 1877, Richard Lydekker nomma un autre parent du Cetiosaurus, le Titanosaurus, d'après une vertèbre isolée.
En 1878, le sauropode le plus complet jamais découvert fut décrit par Othniel Charles Marsh, qui le baptisa Diplodocus. Avec cette découverte, Marsh créa aussi un nouveau groupe pour accueillir les Diplodocus, les Cetiosaurus, afin de les différencier des autres grands groupes de dinosaures, car les listes de leurs parents étaient en augmentation. Marsh nomma ce groupe Sauropoda, ou « pieds de lézard ».
En 2000, une équipe de chercheurs de la société pétrolière Sonatrach, ont découvert près de Aïn Sefra au sud-est de Naâma en Algérie, 250 à 350 vertèbres caudales, dorsales, lombaires, cervicales, griffes, métapodes et côtes de cette espèce. Il mesure 12 mètres de longueur et il a un long cou et une longue queue. Il a quatre pattes et ressemble un peu au diplodocus. On la surnommé Chebsaurus algeriensis.

## Classification
La classification des sauropodes s'est nettement stabilisée ces dernières années, bien qu'il y ait toujours des incertitudes, comme la position de l’Euhelopus, de l’Haplocanthosaurus, du Jobaria et des Nemegtosauridae. Ce qui suit sont deux récentes classifications alternatives (indiquant seulement les clades supra-génériques, dans le second exemple). Il ne s'y trouve en aucune manière de liste exhaustive des schémas de classification des sauropodes récents. En certains cas, des familles telles que les Vulcanodontidae, les Cetiosauridae et les Omeisauridae n'y sont pas incluses parce qu'elles sont considérées comme paraphyletiques, ou même (dans le cas des Camarasauridae), comme polyphyletiques.

### Taxonomie
Cette taxonomie ci-après suit Wilson & Sereno 1998, Yates 2003, Galton 2001  et Wilson 2002, avec rangs d'après Benton, 2004.
- Infra-ordre Sauropoda
  - Ammosaurus
  - Anchisaurus
  -  ?Isanosaurus
  - Kotasaurus
  - Lessemsaurus
  - Famille Blikanasauridae
  - Famille Melanorosauridae
  - Famille Vulcanodontidae
  - Famille Cetiosauridae
  - Famille Omeisauridae
  - ?Famille Tendaguridae
  - Clade Turiasauria
  - Division Neosauropoda
    - Haplocanthosaurus
    -  ?Jobaria
    - Super-famille Diplodocoidea
      - Famille Rebbachisauridae
      - Famille Dicraeosauridae
      - Famille Diplodocidae

    - Subdivision Macronaria
      - Famille Brachiosauridae
      - Famille Camarasauridae
      - Famille Euhelopodidae
      - Super-famille Titanosauroidea

## Phylogénie

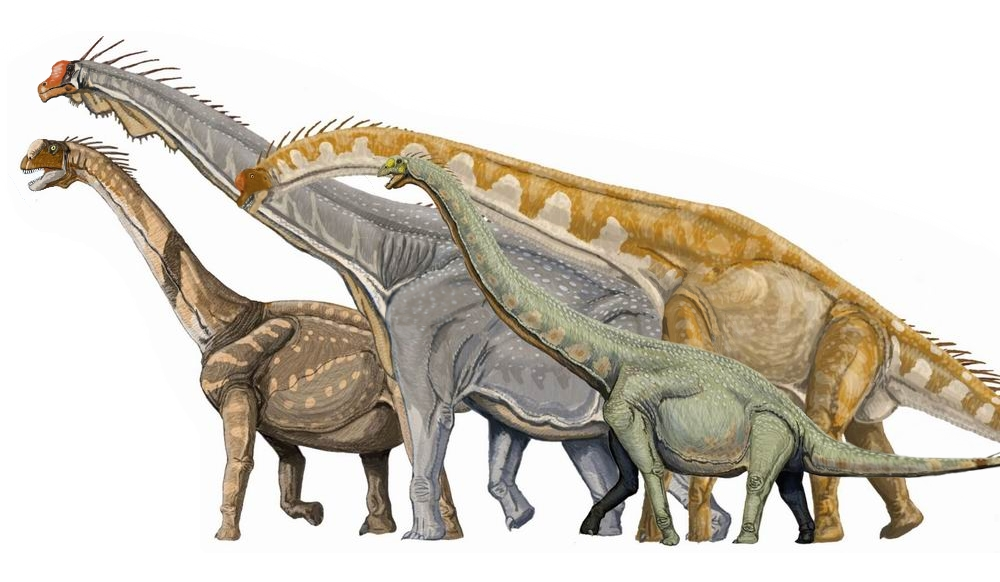
Restitution de sauropodes macronariens, de gauche à droite : Camarasaurus, Brachiosaurus, Giraffatitan et Euhelopus, par le paléoartiste Dimitri Bogdanov.

La classification des sauropodes s'est stabilisée depuis le début du XXIe siècle, même si la position des plus basaux d'entre eux (Melanorosaurus, Antetonitrus...) est souvent déplacée chez les anchisauriens,. Le placement d'Euhelopus, d'Haplocanthosaurus, de Jobaria et des Nemegtosauridae est également discuté. Les familles des Vulcanodontidae, Cetiosauridae et des Omeisauridae ont été démontrées comme paraphylétiques et n'entrent plus dans la classification phylogénétique des sauropodes.

### Cladogrammes
Le cladogramme suivant, réalisé par Sander et quinze de ses collègues en 2011, montre la position des différents taxons au sein des sauropodes.
- Sauropoda
  - Melanorosaurus
  - 
    - Antetonitrus
    - 
      - Vulcanodon 
      - 
        - Spinophorosaurus
        - Eusauropoda
          - Shunosaurus 
          - 
            - Barapasaurus
            - 
              - Patagosaurus 
              - 
                - Mamenchisauridae
                  - Omeisaurus 
                  - Mamenchisaurus

                - 
                  - Cetiosaurus
                  - 
                    - Jobaria
                    - Neosauropoda
                      - Haplocanthosaurus 
                      - Diplodocoidea
                        - Rebbachisauridae
                          - Limaysaurus
                          - Nigersaurus 

                        - Diplodocidae
                          - Apatosaurus 
                          - Brontosaurus 
                          - 
                            - Barosaurus
                            - Diplodocus 

                    - Macronaria
                      - Camarasaurus
                      - Titanosauriformes
                        - Brachiosaurus 
                        - 
                          - Phuwiangosaurus
                          - Titanosauria
                            - Malawisaurus
                            - 
                              - Rapetosaurus 
                              - 
                                - Isisaurus
                                - 
                                  - Opisthocoelicaudia 
                                  - Saltasaurus

Cladogramme simplifié d'après Wilson, 2002.
- Sauropoda
  - Vulcanodon
  - Eusauropoda
    - Shunosaurus
    - 
      - Barapasaurus
      - 
        - Patagosaurus
        - 
          - Omeisaurus
          - Mamenchisaurus

        - 
          - Jobaria
          - Neosauropoda
            - Haplocanthosaurus
            - Diplodocoidea
            - Macronaria
              - Camarasaurus
              - Titanosauriformes
                - Brachiosaurus
                - Somphospondyli
                  - Euhelopus
                  - Titanosauria

### Sources
- Bob Strauss, 2008, Sauropods: The Biggest Dinosaurs that Ever Lived, The New York Times
- Kristina Curry Rogers and Jeffrey A. Wilson, 2005, The Sauropods: Evolution and Paleobiology, University of California Press, Berkeley,  (ISBN 0-520-24623-3)
- Upchurch, P., Barrett, P.M.  and Dodson, P. 2004. Sauropoda. In The Dinosauria, 2nd édition. D. B. Weishampel, P. Dodson, and H. Osmólska (eds.). University of California Press, Berkeley. p. 259–322.